# Plainpalais
Plainpalais é um bairro na cidade de  Genebra, Suíça, e uma antiga  comuna deste cantão.
Nos Faubourg - literalmente falso/fora do burgo - da cidade na altura em que a zona era pantanosa entre o  Ródano e o Arve, hoje além de um espaço publico, a Plaine de Plainpalais, é uma zona de educação de cultura com a Universidade de Genebra e a concorrida Praça Nova com teatros, museus, conservatório de música e o Muro dos Reformadores dentro do jardim onde se encontra a universidade.

## Plaine de Plainpalais
Por volta da "Plaine de Plainpalais" além de um edifício da Universidade encontra-se a Igreja Católica do Sacré-Couer de Genebra, a Sinagoga Beth-Yaacov, a "Torre da TV", como é conhecido o edifício da Rádio e Televisão Suíça romanda, e o antigo local do Palácio das Exposições que aí existiu entre 1926 et 1980, altura em que passou para junto do Aeroporto de Genebra no Palexpo. No local deixado pelo palácio encontra-se um dos mais modernos edifícios  da Universidade, a UNI-Mail 
Tradicionalmente organiza-se um cortejo com os animais que chegam à Estação de Cornavin e se dirigem aqui a pé para assinalar a chegada do Circo Knie a Genebra 

## Imagens

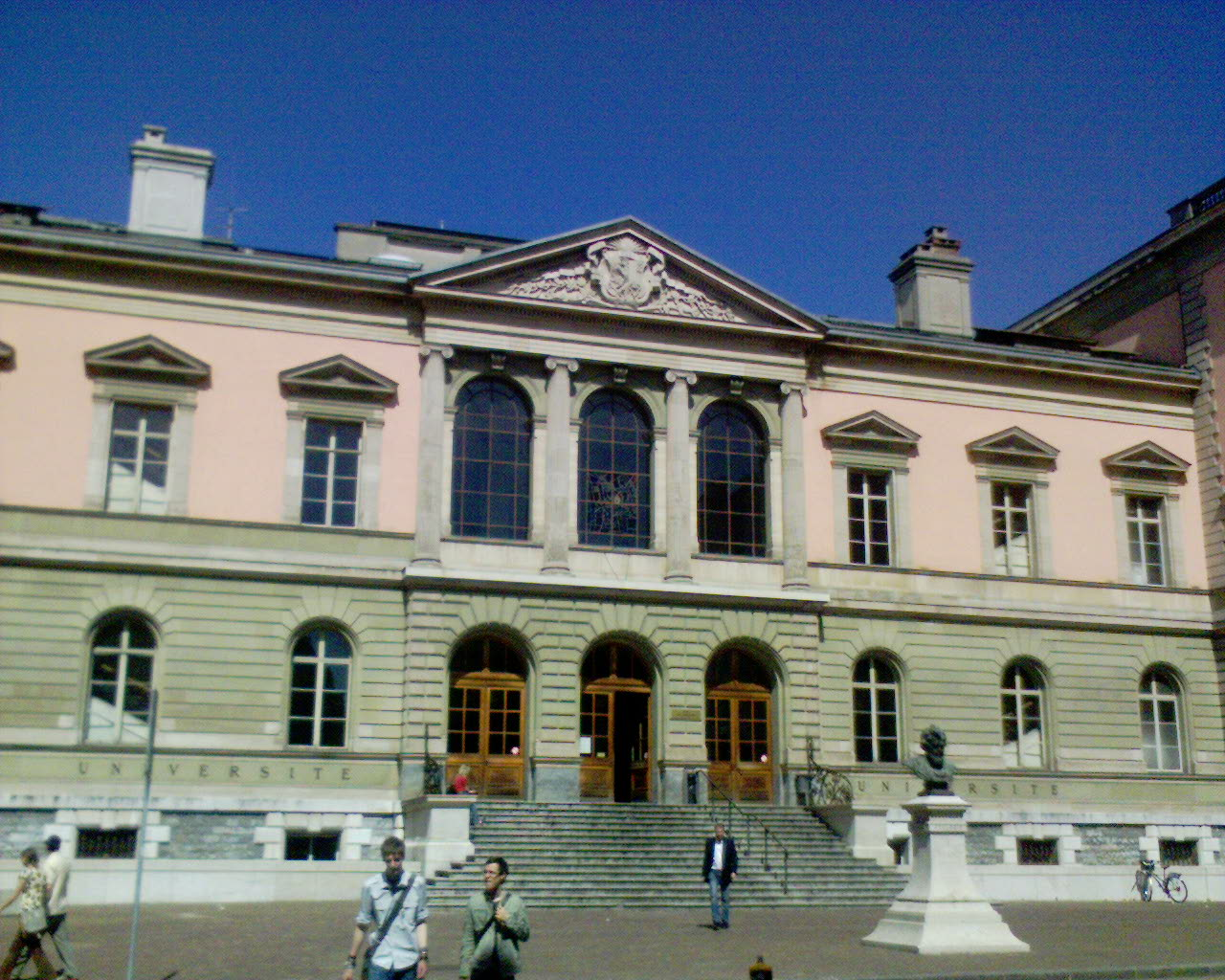
Antiga universidade, hoje secretariado
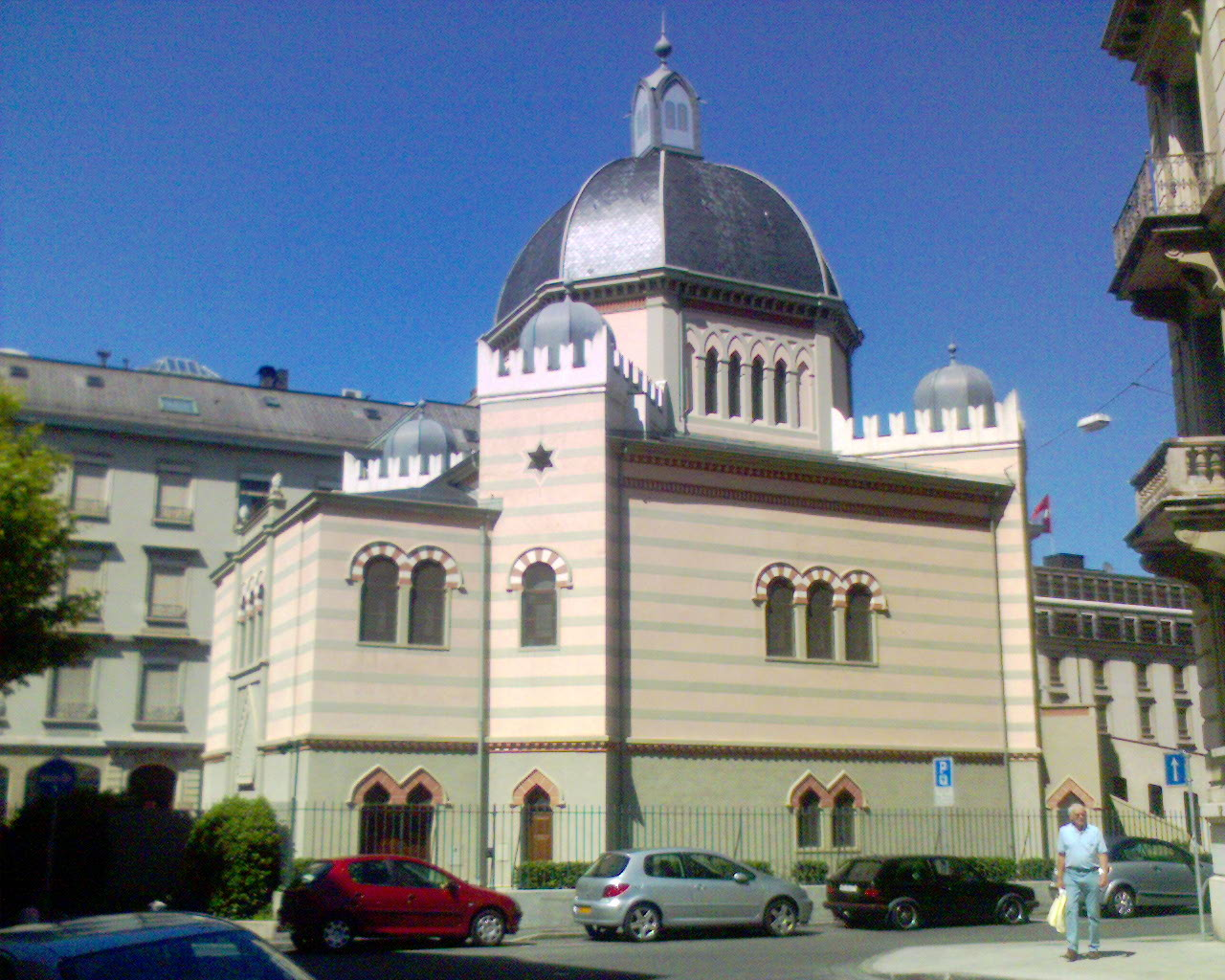
Grande Synagogue de Genebra
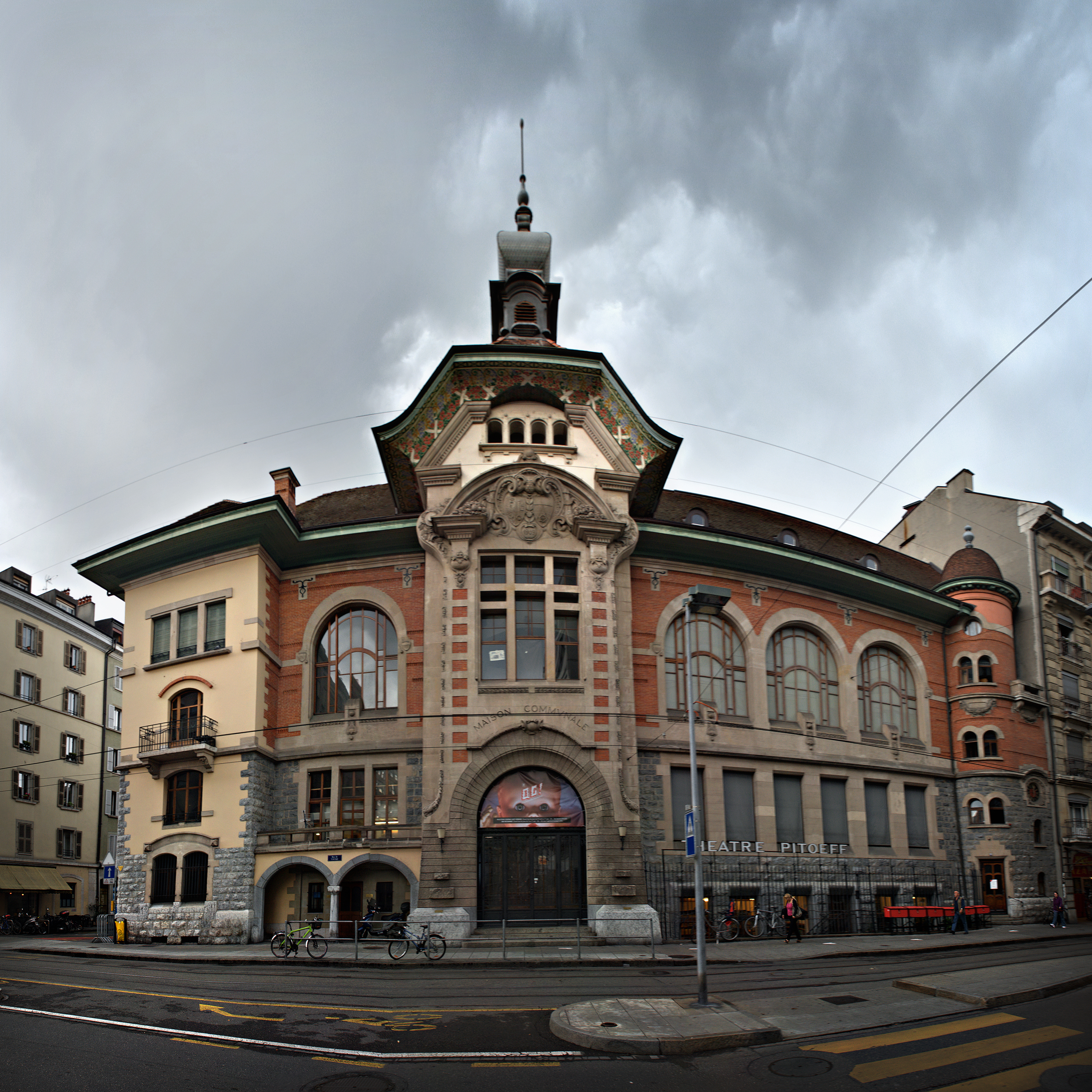
Theatre Pitoeff
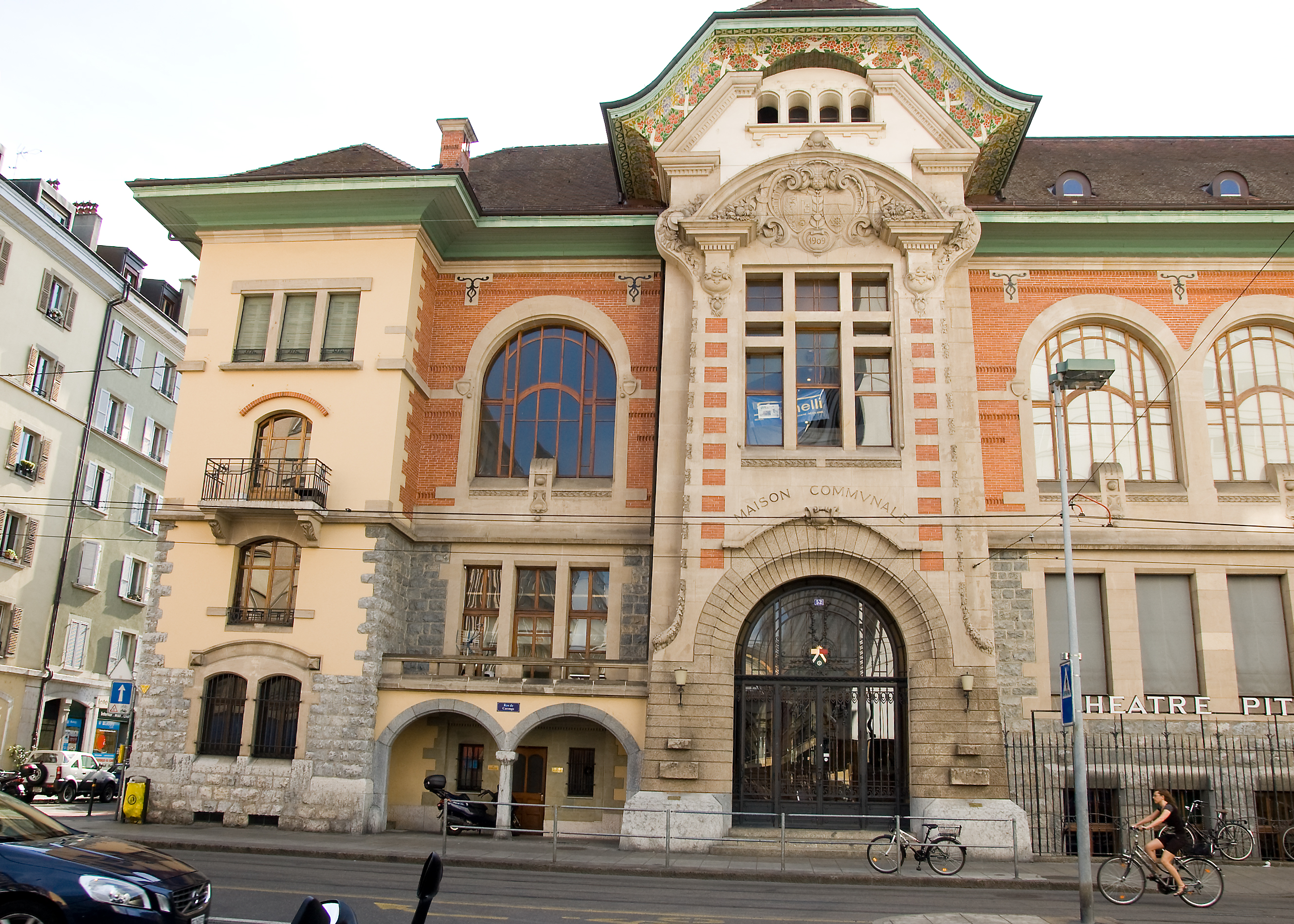
Sala comunal de Plainpalais